# Microcebus lehilahytsara
Il microcebo di Goodman (Microcebus lehilahytsara Roos e Kappeler, 2005) è lemure di piccola taglia della famiglia dei Cheirogaleidi, endemico del Madagascar orientale.

## Etimologia
Il termine lehilahytsara in malgascio significa uomo buono ed è un omaggio che i suoi scopritori, i primatologi tedeschi Peter Roos e Peter Kappeler, hanno voluto fare a Steven M. Goodman, uno dei massimi esperti viventi di lemuri.

## Descrizione
Questo lemure ha le dimensioni di un piccolo topo.

Possiede piccole orecchie rotonde e una striscia bianca sulla punta del naso.

La pelliccia, corta e densa, è di colore marrone chiaro, con sfumature arancioni sul dorso, la testa e la coda. Il ventre è di colore bianco crema.

## Distribuzione
Gli unici esemplari sinora individuati si trovano all'interno del Parco Nazionale di Andasibe-Mantadia, nel Madagascar orientale (Provincia di Toamasina).

## Biologia
È una specie arboricola, con abitudini notturne. 
Essendo stato scoperto nel 2005, le sue abitudini sono ancora poco note.